# Electrodomésticos (banda)
Electrodomésticos es un grupo musical chileno de rock alternativo e industrial, formado en Santiago en 1984. Tras disolverse en 1992 con dos álbumes, la agrupación volvió en 2002 durante tres años, manteniéndose activa establemente desde 2011.

## Historia

### Primera etapa (1984-1992)
En 1984  Carlos Cabezas Rocuant conoce a Ernesto Medina y se juntan a improvisar música. Medina invita a su amigo Silvio Paredes y los tres inician en conjunto un trabajo musical experimental, que al año siguiente debutaría bajo el nombre  Electrodomésticos en el desaparecido Teatro Moneda, como teloneros del grupo Primeros Auxilios.
Tras ser contratados por el sello EMI, lanzaron en 1986 su disco debut, titulado ¡Viva Chile!. Este disco, que en su momento pasó casi desapercibido, fue protagonizado por "Yo la quería", canción inspirada en la historia del asesino conocido como el Chacal de Nahueltoro. Al año siguiente el grupo lanzó su segundo disco, Carreras de éxitos, que lo consagraría con temas como "El frío misterio" y "Ligerezza".
Tras el alejamiento de Medina en 1991, Electrodomésticos ofreció en el anfiteatro del Museo Nacional de Bellas Artes de Chile su último concierto, el 18 de enero de 1992. Se dejó a medio camino el trabajo de un tercer disco, del cual dos temas ("Endoncia" y "Alegarikous") se incluyeron tiempo después en el debut solista de Carlos Cabezas, El resplandor (1997).

### Consagración (2002-2005)
Tras una serie de presentaciones con nombres llamativos como Cabezas Sound Weapon (conformado por Carlos Cabezas y la banda Los Mismos), la agrupación se volvió a reunir bajo el nombre de Electrodomésticos presentándose en el Teatro Novedades, en agosto de 2002, junto a la Orquesta Sinfónica de Chile para el evento Urban Symphony Lucky Strike. Para esto se añadió a la baterista Edita Rojas (paralelamente integrante de Mamma Soul) en el proyecto. A inicios de 2004 publicaron La nueva canción chilena, un álbum de diez canciones que marcó el retorno del grupo e incrustó en la escena musical del año el tema "Has sabido sufrir", el más grande éxito de Electrodomésticos, y otros temas como "La fortuna" y "En tu mirar". El disco provocó reacciones dispares, sin embargo, porque sonaba muy distinto a su antecesor, "Carreras de éxitos", orientándose hacia el rock alternativo furioso y ciertas influencias del bolero.
En junio de 2005, el tecladista Gabriel Vigliensoni decidió abandonar el grupo para dedicarse a sus proyectos personales y el 21 de noviembre, Cabezas anunció en el programa Libre Acceso de Radio Cooperativa la nueva disolución del grupo, debido a la incompatibilidad en la agenda de sus integrantes. El alejamiento de Silvio Paredes gatilló la decisión.

### Rock industrial (2011-actualidad)
Desde 2011 Carlos Cabezas, Silvio Paredes y Edita Rojas volvieron a realizar presentaciones, aunque de carácter esporádico. El 22 de septiembre de ese año el cineasta Sergio Castro estrenó el documental Electrodomésticos: El frío misterio y, en el marco de la presentación de la película, el grupo se presentó en el Centro Cultural Gabriela Mistral. La banda participó al año siguiente, el sábado 31 de marzo, en la edición chilena del festival internacional Lollapalooza.
En 2013 Electrodomésticos lanzó su álbum de retorno, Se caiga el cielo, su primer lanzamiento en nueve años, grabado entre Santiago y Nueva York. El premiado cineasta Pablo Larraín ha hecho un videoclip (su debut en este género), en blanco y negro y en un día, para el sencillo "Detrás del alma", el cuarto del grupo. El lanzamiento oficial del álbum se realizó el 3 de julio en el Teatro Municipal de Santiago, con el director Rodrigo Sepúlveda y el músico Fernando Milagros a cargo de la dirección de arte. Poco después se lanzó Lost Demos, álbum que reúne maquetas de la época previa a la primera disolución del grupo, junto al segundo sencillo, "No me digas", cuyo video fue grabado durante la presentación de Se caiga el cielo. El tercer sencillo, "Corazón", no tuvo video y musicalizó un capítulo del programa La cultura del sexo, de Televisión Nacional.
El disco se caracterizó por diferenciarse muchísimo de los dos álbumes anteriores, inclinándose esta vez hacia la electrónica y los sonidos industriales, aunque manteniendo el sonido roquero de La nueva canción chilena. 
Posteriormente, en noviembre de 2014 empezó a circular en radios "El calor", canción extraída del EP homónimo. Posteriormente Electrodomésticos iniciaría la producción de un nuevo disco, que fue anunciado para fines de 2015. El 26 de noviembre de ese año los Electrodomésticos se presentaron por tercera vez en el Teatro Municipal de Santiago y, tras interpretar dos canciones de su nuevo disco ("Canción azul" y "La ciudad se fue"), anunciaron que sería un EP postergado a 2016.

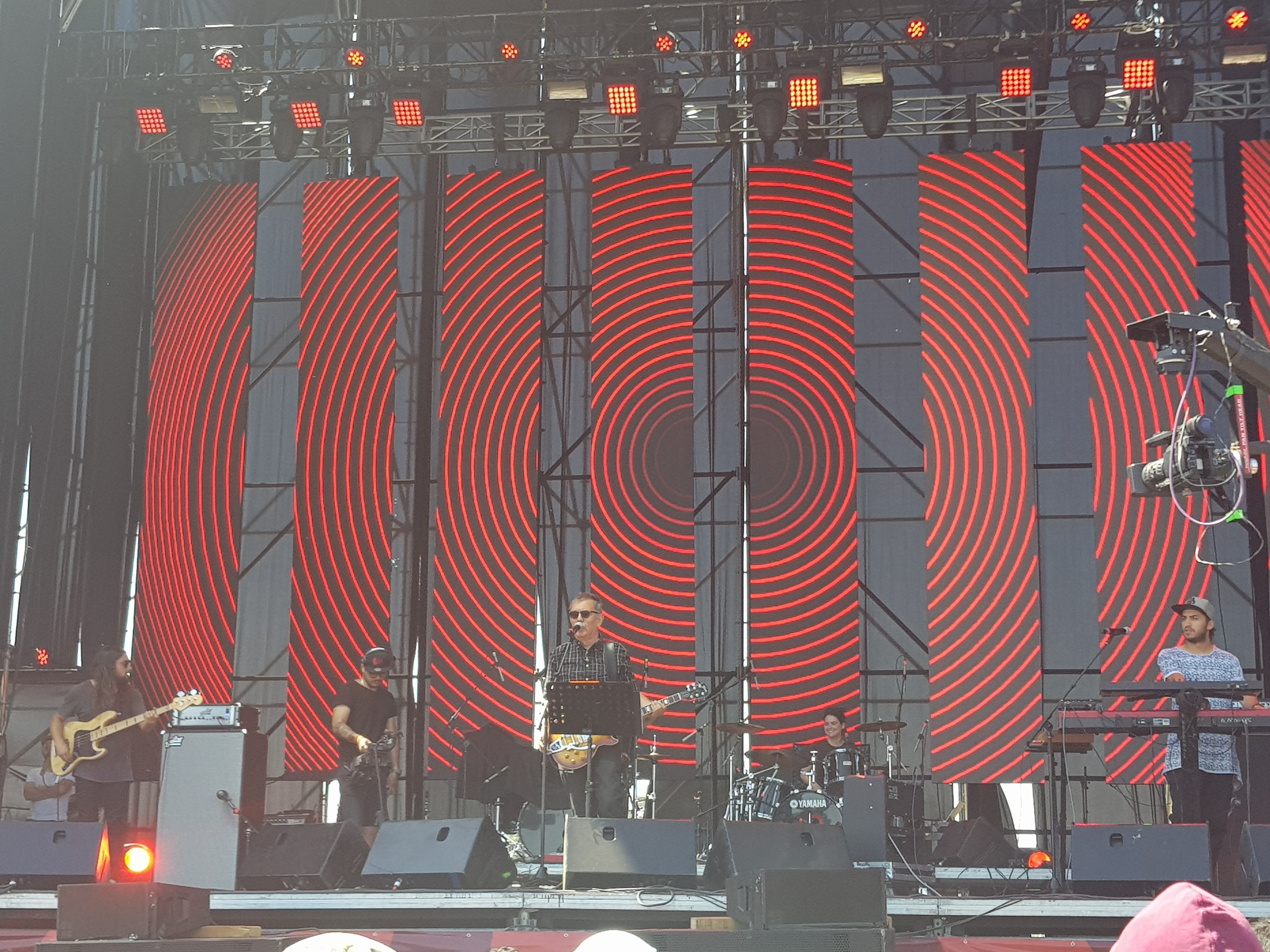
Electrodomésticos en la Cumbre del Rock Chileno de 2018

El día anterior Carlos Cabezas dio una entrevista en Dulce patria de Radio Cooperativa, donde declaró que Silvio Paredes congelaba su participación en la banda para mudarse por un par de años a Inglaterra. Paredes no hizo ninguna alusión a su salida del grupo en el concierto; el 29 de enero de 2016 el bajista de Cómo asesinar a Felipes, Sebastián Muñoz, tocó por primera vez en la banda como reemplazante de Paredes.
La demora del supuesto EP hasta julio de 2016 se rompió con una entrevista de Carlos Cabezas en La Tercera, en la que se cambió el anuncio de un disco breve por uno de estudio, el sucesor de Se caiga el cielo. No obstante, el anuncio principal fue un concierto por los 30 años de ¡Viva Chile! el 1 de septiembre siguiente en el teatro Nescafé de las Artes. El nuevo disco de la banda continuó retrasándose hasta mediados de 2017, poniendo en duda las afirmaciones de Carlos Cabezas sobre la continuidad de la banda sin Silvio Paredes. El 28 de julio, finalmente, concretaron un lanzamiento: su primer disco en vivo, titulado Público, que reúne once canciones de sus conciertos en el Teatro Municipal y en el Nescafé de las Artes. Este trabajo se publicó inicialmente sólo en formato digital, aunque luego salió en formato físico.
El nuevo disco de Electrodomésticos es postergado nuevamente, esta vez para 2018. No obstante, el 6 de septiembre se lanzó un primer adelanto, titulado "Ex la humanidad". Previamente, en una presentación en el centro cultural Matucana 100, se oficializó la incorporación del hijo de Valentín Trujillo a la banda en el teclado. El 16 de octubre se liberó otra canción titulada "Fui detrás de ti", en cuya descripción se da a entender que el nuevo disco se llamará "Ex la humanidad" igual que el primer sencillo.
El 31 de octubre Carlos Cabezas vuelve a estar en Dulce patria y oficializa la nueva salida de Silvio Paredes y la fecha de publicación del nuevo disco, el 8 de noviembre. A diferencia de las veces anteriores, el grupo busca un nuevo bajista para continuar la carrera sin Paredes.
Ex la humanidad logra visibilidad principalmente a través de Dulce patria, uno de los pocos programas dedicados a la música chilena. El disco, musicalmente, se asemeja mucho a Se caiga el cielo aunque las guitarras pierden algo de protagonismo. El crítico del diario La Tercera, Marcelo Contreras, halló algún parecido con los boleros electrónicos del disco La nueva canción chilena en canciones como la "Azul" y "Desamor".
La edición física del disco salió en 2019 e incluyó dos nuevas versiones de temas del disco: "2000 canciones" con la cantautora Camila Moreno, y "Viento en el corazón" con el cantante de La Floripondio, Chico Trujillo y El Bloque Depresivo, Macha Asenjo. También presentó un tema inédito, "Voz de la calle", con un coro infantil y un solo de batería de Edita Rojas.
El año 2022 el bajista Sebastián Muñoz se retira de la banda con show de despedida el 26 de marzo. Quien le sucedió es la bajista de la banda Las Lilits, Masiel Reyes. Junto a ella los Electrodomésticos se encaminan hacia su sexto disco de estudio, Mirar la luz, previsto para lanzarse en marzo de 2024.

## Discografía

### Álbumes de estudio
- 1986 - ¡Viva Chile!
- 1987 - Carreras de éxitos
- 2004 - La nueva canción chilena
- 2013 - Se caiga el cielo
- 2017 - Ex la humanidad
- 2024 - Mirar la luz

### Álbumes en vivo
- 2017 - Público

### EP
- 2014 - El calor

### Maquetas
- 2014 - Lost Demos

### Sencillos
| ¡Viva Chile!: - 1986 - "Yo la quería" Carreras de éxitos: - 1987 - "El frío misterio" - 1987 - "Ligerezza" - 1987 - "Instituto Men's" La nueva canción chilena: - 2004 - "En tu mirar" - 2004 - "Has sabido sufrir" - 2004 - "La fortuna" - 2005 - "Hey dad!" Se caiga el cielo: - 2013 - "Detrás del alma" - 2013 - "No me digas" - 2013 - "Fe de carbón" - 2014 - "Corazón" - 2014 - "Se caiga el cielo" | El calor: - 2014 - "El calor" Ex la humanidad: - 2017 - "Ex la humanidad" - 2017 - "Fui detrás de ti" - 2018 - "Canción azul" - 2018 - "Dos mil canciones" Ex la humanidad (edición física): - 2018 - "2000 canciones" (con Camila Moreno) - 2019 - "Voz de la calle" - 2020 - "Viento en el corazón" (con Macha Asenjo) Mirar la luz: - 2023 - "Después de muerto" - 2023 - "OH!" |